# 道の駅びわ湖大橋米プラザ

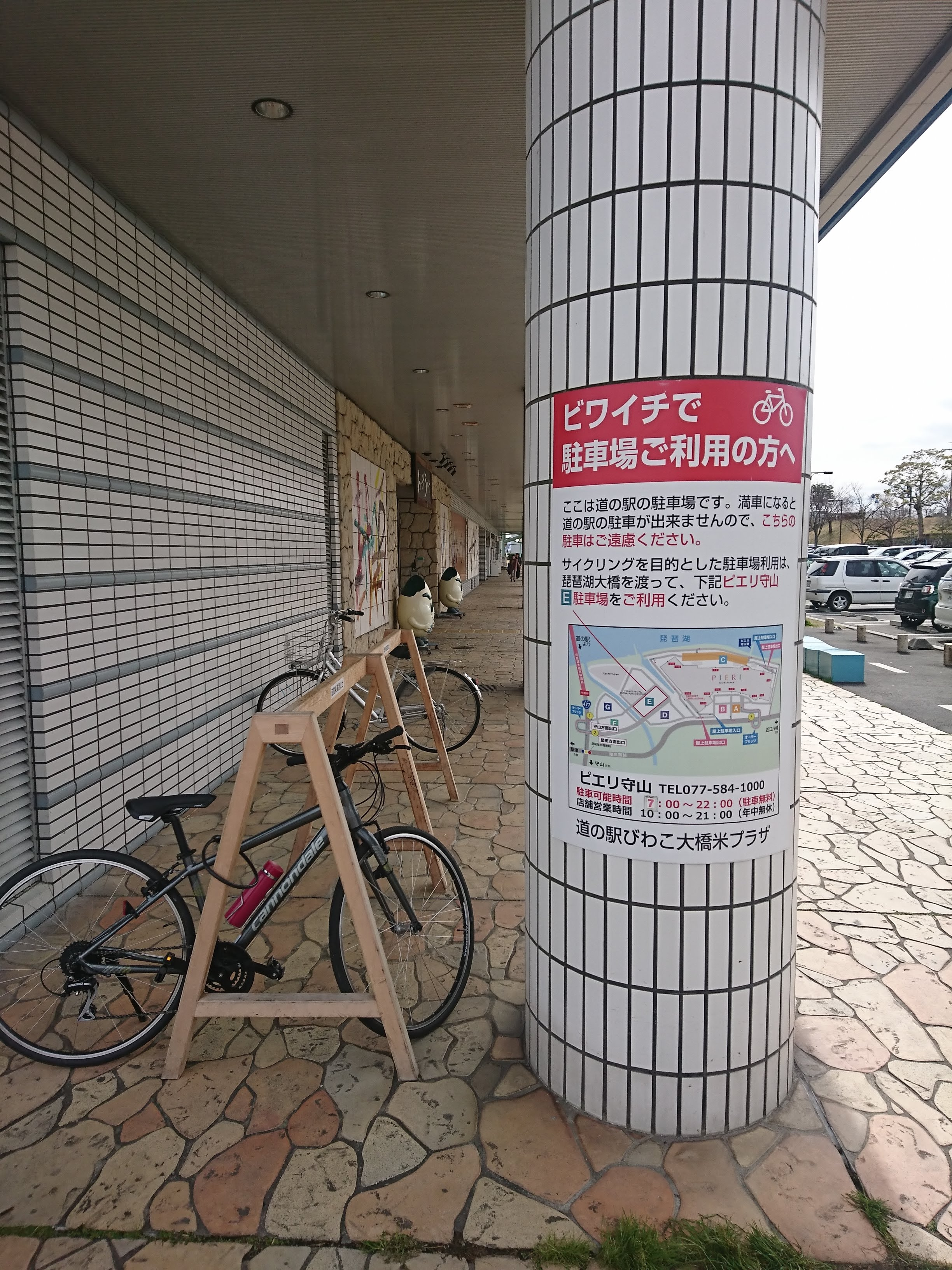
道の駅びわ湖大橋米プラザからビワイチ利用者をピエリ守山へ誘導する掲示

道の駅びわ湖大橋米プラザ（みちのえき びわこおおはしこめプラザ）は、滋賀県大津市今堅田（いまかたた）にある国道477号の道の駅である。琵琶湖大橋の湖西側のたもとにある。

## 概要
1996年（平成8年）に開業。建物は琵琶湖の波をイメージした外観となっている。
ビワイチに便利な場所にあり、休憩場所として使われるが駐車場の広さが十分でなく、起点としての駐車場所には対岸のピエリ守山が推奨されている。

## 施設
- 駐車場
  - 普通車：149台[6]
  - 大型車：19台[6]
  - 身障者用：4台[6]
- トイレ
  - 男：大・小31
  - 女：22
  - 身障者用：3

1階
- お土産品売店コーナー（9:00 - 18:00、12月から2月は9:00 - 17:00）
- 滋賀県特産品直売所 おいしやうれしや[2]（9:00 - 18:00、12月から2月は9:00 - 17:00）
  - 開駅時は近江米の展示PRコーナーとなっていたが、2009年（平成21年）でコーナーを閉鎖[2]。その後「おいしやうれしや」に施設を変更した[2]。
- レストラン（9:00 - 17:30、12月から2月は9:00 - 17:00）[6]
- 展望バルコニー

2階
- コミュニティールーム「光彩」（貸しスペース）
- 展望バルコニー[1][6]

屋外
- 琵琶湖汽船琵琶湖大橋港（当駅に併設、定期便運航なし）[7]

### 管理団体
- 滋賀県道路公社

## 休館日
- 年中無休（お土産品売店コーナー・レストラン）
  - 滋賀県特産品直売所 おいしやうれしや：年末年始（12月31日 - 1月3日）

## アクセス
- 国道477号（琵琶湖大橋有料道路） - 登録路線

自動車
- 湖西道路（国道161号）真野ICより約5分。
- 西日本旅客鉄道（JR西日本）湖西線堅田駅より約5分。
- 名神高速道路大津ICまたは栗東ICより約40分。

## 周辺
- 琵琶湖
- 琵琶湖大橋
- 真野浜水泳場
- 滋賀県警大津北警察署
- 満月寺浮御堂
- 雄琴温泉